# Valentino

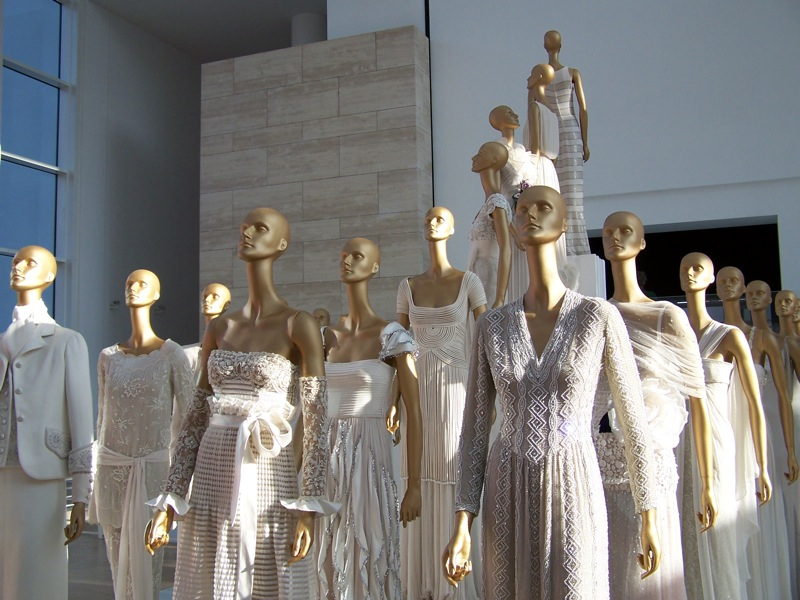
Білі сукні Valentino на честь 45 років дому у моді

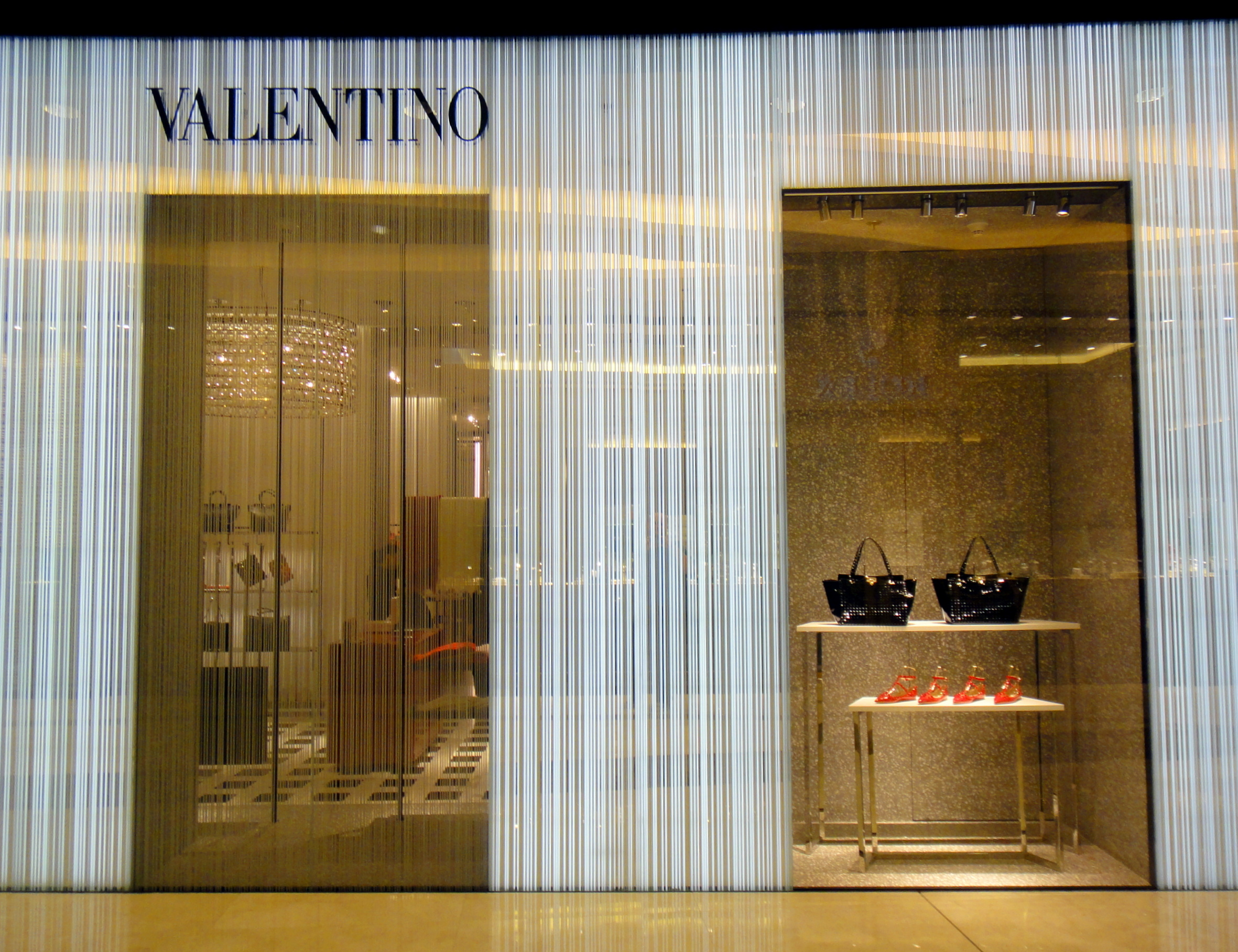
Магазин Valentino у Гонконзі

Valentino S.p.A. — італійський люксовий модний дім, заснований у 1960 році Валентіно Гаравані та є частиною Valentino Fashion Group. З квітня 2024 року креативним директором став Алессандро Мікеле. Головний офіс компанії розташований в Мілані, а креативний підрозділ — в Римі. Ліцензія на продукцію Valentino Beauty належить компанії L'Oreal.

## Історія

### Ранні роки
Valentino було засновано у 1960 році, коли Гаравані відкрив модний дім на вулиці Віа Кондотті в Римі, Італія, за підтримки свого батька та його партнера Джанкарло Джамметті.

### Зростання популярності
Міжнародний дебют Valentino відбувся у 1962 році у Флоренції, яка тоді вважалася столицею італійської моди. Valentino здобув популярність у 1967 році після випуску своєї колекції «без кольору», що складалася з білих, бежевих і слоново-костяних нарядів. У колекції не використовували психоделічні візерунки, що були популярні у той час. Також було представлено логотип у вигляді літери «V». У наступні роки бренд розширив свою діяльність у Нью-Йорку та Римі. Показ першої чоловічої колекції Valentino відбувся на Міланському тижні моди у 1985 році.
Valentino також особливо відомий своїм дизайном весільних суконь для таких знаменитостей, як Елізабет Тейлор, Енн Гетевей, Дженніфер Лопес, Кортні Кокс, Софі Гантер, Нікола Пельц та принцеса Швеції Мадлен.

### HdP Group, 1998—2002
У 1998 році Гаравані та Джамметті продали компанію приблизно за 300 млн доларів США італійському конгломерату Holding di Partecipazioni Industriali (HdP), частково контрольованого Джованні Аньєллі, головою компанії Fiat. HdP об'єднала Valentino в одному підрозділі з виробником одягу GFT Net та спортивним брендом Fila.
У 2001 році Opera — фонд, контрольований римською ювелірною компанією Bulgari — розпочав переговори щодо купівлі Valentino, але відмовився від угоди через неможливість домовитися про ціну.

### Marzotto Apparel, 2002—2007
У 2002 році Valentino S.p.A., з доходами понад 180 млн доларів США, була продана HdP компанії Marzotto Apparel, міланському текстильному гіганту, за 210 млн доларів США. За чутками, HdP була незадоволена особистими витратами Гаравані та Джамметті, на що Джамметті різко відреагував. Після придбання генеральним директором компанії став Мікеле Норса.
Родина Марцотто, яка контролювала Valentino через кілька холдингових компаній, включаючи Tidus Srl та PFC Srl, у 2005 році виділила свої модні активи для створення Valentino Fashion Group.
У 2006 році Стефано Сассі був призначений на посаду генерального директора, замінивши Мікеле Норсу. Згодом він частково відіграв ключову роль у відродженні бренду у 2010-х роках.

### Permira, 2007—2012
З 2007 року Valentino перебував під контролем інвестиційної групи Permira, яка придбала бренд у Marzotto Group за 2,6 млрд євро (3,5 млрд доларів США). Пізніше того ж року Валентіно та Джаметті оголосили, що обоє залишать компанію на початку 2008 року.
У 2007 році Алессандра Факінетті була призначена креативним директором жіночих колекцій, а Марія Грація К'юрі та П'єрпаоло Піччолі — співкреативними директорами аксесуарів. Наступного року Марія Грація К'юрі та П'єрпаоло Піччолі зайняли місце Факінетті. Під їхнім керівництвом Valentino представив модернізовану естетику, яку Vogue описав як «юних дівчат у довгих, крихких сукнях», а також мав успіх завдяки впровадженню лінійки аксесуарів «Rockstud» і кросівок «Rockrunner».
У 2008 році Valentino відкрив свій перший бутик у Китаї в готелі Peninsula Palace в Пекіні. До грудня 2009 року, через фінансову кризу, Valentino був змушений реструктуризувати свої борги.

### Mayhoola, 2012–дотепер
У 2012 році катарські аристократи придбали Valentino за 700 мільйонів євро через інвестиційний фонд Mayhoola for Investments S.P.C. Mayhoola викупила частки Permira та міноритарну частку Marzotto.
У 2016 році Марія Грація К'юрі залишила Valentino, щоб приєднатися до Dior на посаді креативного директора, а П'єрпаоло Піччолі став єдиним креативним директором. Під його керівництвом модний дім Valentino почав рухатися в бік прогресивного іміджу. У 2019 році Valentino підтримав різноманітність, обравши Адут Акеч та Анвара Гадіда для рекламної кампанії свого парфуму «Born in Roma». У 2020 році Valentino прийняв модель коедукаційних показів, об'єднавши чоловічі та жіночі колекції, але це рішення було скасовано у 2023 році. У січні 2022 року Valentino представив колекцію Haute Couture весна/літо 2022 з моделями різної комплекції.
У 2020 році Якопо Вентуріні змінив Стефано Сассі на посаді генерального директора. Під його керівництвом модний дім оголосив, що більше не використовуватиме альпаку та розірвав зв'язки з Mallkini, найбільшою у світі приватною фермою альпак у Перу, через викриття жорстокого поводження з тваринами в цій індустрії. Згодом, у 2022 році, бренд відмовився від використання хутра.
Valentino також прийняв рішення закрити лінію Red Valentino, щоб зосередитися на основних колекціях прет-а-порте та кутюр. Колекція осінь/зима 2023 стала останньою для цієї лінійки.
У 2023 році Valentino отримав нагороду Education of Excellence Award на церемонії CNMI Sustainable Fashion Awards за підтримку освіти в Італії.
У липні 2023 року французька група компаній Kering придбала 30 % Valentino і має намір викупити всю компанію до 2028 року.
У березні 2024 року Valentino оголосив про спільне рішення щодо звільнення креативного директора П'єрпаоло Піччолі. Після цього було оголошено про призначення Алессандро Мікеле новим креативним директором. Мікеле здобув світове визнання завдяки перетворенню Gucci у 2010-х роках, зосередившись на ексцентричній андрогінній естетиці. У червні 2024 року Valentino опублікував зображення перших дизайнів Мікеле для колекції Resort 2025. Його дебютне шоу відбудеться під час Тижня моди в Парижі у вересні для колекції весна/літо 2025.

## Інші бренди

### Парфуми
Аромати Valentino включали: Valentino Classique для жінок (1978), Vendetta By Valentino для жінок (1991), Very Valentino для жінок (1998), Very Valentino для чоловіків (1999), Valentino Gold для жінок (2002), V для жінок (2005), Valentino V Absolu для жінок (2006), Valentino V Ete By Valentino для жінок (2006), Rock'n'Rose для жінок (2006), V pour Homme для чоловіків (2006), Rock n' Rose Couture для жінок (2007) та Valentina для жінок (2011).
У 2020 році Valentino Beauty оголосив про випуск нового парфуму Voce Viva, амбасадором якого стала Леді Гага.
З 2010 по 2018 роки парфуми Valentino ліцензовано випускалися Puig. З того часу бренд співпрацює з L'Oréal. У 1980-х роках на Філіппінах було запущено продаж цигарок More International Cigarette.

### Окуляри
Крім співпраці з L'Oréal у сфері краси та парфумерії, Valentino має лише одну іншу ліцензію — на окуляри. Протягом багатьох років бренд працював з Marchon Eyewear і Luxottica (2017—2021). У 2021 році Valentino підписав 10-річну ліцензійну угоду зі швейцарською компанією Akoni Group на дизайн, виробництво та глобальну дистрибуцію оптичних оправ і сонцезахисних окулярів.

### Red Valentino
У 2003 році Марія Грація К'юрі та П'єрпаоло Піччолі, тоді ще директори з аксесуарів, запустили молодіжну лінійку Red Valentino. Спочатку лінійка була ліцензована для виробництва Sinv SpA, але Valentino перевів виробництво на потужності своєї компанії у 2009 році. До 2015 року Red Valentino складала близько 10 % від загальних продажів Valentino Group. Лінійка була закрита у 2022 році.

## Креативні директори
- Валентіно Гаравані — 1959—2007
- Алессандра Факінетті[en] — 2007—2008
- Марія Грація К'юрі[en] — 2008—2016 (разом із П'єрпаоло Піччолі)[46][47]
- П'єрпаоло Піччолі[en] — 2008—2024[48]
- Алессандро Мікеле[en] — з 2024[49][50][51]

## Відомі кампанії
У своїх рекламних кампаніях Valentino у минулому співпрацював із фотографами, такими як Дебора Тербевіль (2011), Террі Річардсон (2016), Інез і Вінуд (2020) та Майкл Бейлі-Гейтс (2022).
Для колекції жіночого одягу Valentino весна/літо 2016, яка посилалася на африканську культуру, з використанням принтів і мотивів, поширених на континенті, фотограф Стів МакКаррі зняв кампанію на тлі Національного парку Амбоселі в Кенії за участю місцевих людей масаї. Кампанія викликала критику в соціальних мережах через сприйняті расові нечутливості.
Під час пандемії COVID-19 у 2020 році Піччолі залучив до своєї кампанії 23 знаменитостей, серед яких Лора Дерн, Френсіс Мак-Дорманд і Гвінет Пелтроу. Замість того, щоб отримати плату за свою роботу, усі учасники кампанії Valentino пожертвували свої гонорари (загалом 1 млн євро) Національному інституту інфекційних хвороб імені Лаццаро Спалланцані в Римі; натомість вони вибирали фотографа, який знімав їх, а також слово, що, на їхню думку, відображало цінності, необхідні суспільству в той час.

## Гендерна рівність
У січні 2024 року Valentino став одним з перших модних домів класу люкс, який отримав сертифікат гендерної рівності за зусилля у сфері рівної оплати праці. Модний дім зумів скоротити гендерний розрив у заробітній платі до менш ніж 10 % і планує подальше його скорочення протягом наступних трьох років.

## Юридичні проблеми
У 2020 році Valentino та Amazon подали спільний позов проти нью-йоркської компанії Kaitlyn Pan Group за ймовірне підроблення взуття Valentino Rockstud і продаж його в інтернеті.
Під час пандемії COVID-19 у США Valentino в червні 2020 року намагався достроково припинити оренду свого американського флагманського магазину на П'ятій авеню в Нью-Йорку, стверджуючи, що пандемія унеможливила роботу магазину «відповідно до розкішної, престижної, високоякісної репутації» району. Після того, як суддя суду Нью-Йорка відхилив цей позов, орендодавець подав позов проти Valentino на суму 207,1 млн доларів США, здебільшого для відшкодування несплаченої орендної плати та ремонту магазину. До 2023 року Valentino дійшов угоди з орендодавцем.